# Calvin Lockhart
Calvin Lockhart (Nassau, 18 de outubro de 1934 — Nassau, 29 de março de 2007) foi um ator bahamense-norte-americano do Blaxploitation.